# Hamdan Ballal
Hamdan Ballal Al-Huraini (sinh năm 1989) là một nhà làm phim, nhiếp ảnh gia, nông dân và nhà hoạt động nhân quyền người Palestin. Anh sinh sống tại Susiya, một ngôi làng nằm ở Bờ Tây.
Ballal thu hút sự chú ý nhờ việc đồng đạo diễn bộ phim tài liệu "No Other Land" cùng với Basel Adra, Yuval Abraham và Rachel Szor. Bộ phim này, được thực hiện từ năm 2019 đến 2023, ghi lại những trải nghiệm của cộng đồng người Palestine ở Masafer Yatta trong bối cảnh chính quyền và người định cư Israel nỗ lực di dời họ. Phim đã ra mắt tại Liên hoan phim quốc tế Berlin lần thứ 74 (Berlinale) vào năm 2024 và giành giải Oscar cho phim tài liệu xuất sắc nhất vào năm 2025.
Với tư cách là một nhà hoạt động nhân quyền, anh tham gia dự án "Humans of Masafer Yatta" và tình nguyện cho B'Tselem để ghi lại các hành vi vi phạm nhân quyền liên quan đến việc Israel chiếm đóng Bờ Tây. Vào ngày 24 tháng 3 năm 2025, những người định cư đánh đập Ballal tại nhà riêng của anh ở Bờ Tây, và sau đó Lực lượng Phòng vệ Israel (IDF) giam giữ anh.

## Cuộc sống
Ballal sinh năm 1989 tại Susiya, một ngôi làng nông thôn của người Palestine nằm trên những ngọn đồi phía nam Hebron ở Bờ Tây. Anh có một con trai.

## Sự nghiệp
Hamdan Ballal Al-Huraini không chỉ làm nông, chụp ảnh mà còn tích cực hoạt động và nghiên cứu. Ngoài việc làm phim, anh tham gia sáng kiến "Humans of Masafer Yatta", dự án này kể những câu chuyện cá nhân từ khu vực. Anh cũng tình nguyện nghiên cứu thực địa cho các tổ chức nhân quyền, như B'Tselem, và ghi lại các vụ việc liên quan đến sự chiếm đóng của Israel.
Ballal đồng đạo diễn bộ phim tài liệu năm 2024 "No Other Land" cùng Basel Adra, Yuval Abraham và Rachel Szor, phim nói về các khu định cư và bạo lực của Israel ở Bờ Tây. Giới phê bình đánh giá cao bộ phim, và phim nhận giải Oscar cho Phim tài liệu xuất sắc nhất tại Lễ trao giải Oscar lần thứ 97, giải Khán giả Panorama cho Phim tài liệu xuất sắc nhất và Giải Phim tài liệu Berlinale tại Liên hoan phim Quốc tế Berlin lần thứ 74. "No Other Land" là bộ phim đầu tay của Ballal, và anh cùng các đạo diễn khác thực hiện phim trong 5 năm.

## Giải thưởng
| Năm  | Tác phẩm      | Giải thưởng                                      | Hạng mục                               | Kết quả   | Ghi chú                                                | Ref.   |
| ---- | ------------- | ------------------------------------------------ | -------------------------------------- | --------- | ------------------------------------------------------ | ------ |
| 2024 | No Other Land | Hiệp hội Phim Tài liệu Quốc tế                   | Đạo diễn xuất sắc nhất                 | Đoạt giải | Chia sẻ với Basel Adra, Rachel Szor, và Yuval Abraham. | [ 13 ] |
| 2024 | No Other Land | Liên hoan phim quốc tế Berlin lần thứ 74         | Giải thưởng khán giả hạng mục Panorama | Đoạt giải | Chia sẻ với Basel Adra, Rachel Szor, và Yuval Abraham. | [ 14 ] |
| 2024 | No Other Land | Liên hoan phim quốc tế Berlin lần thứ 74         | Giải phim tài liệu Berlinale           | Đoạt giải | Chia sẻ với Basel Adra, Rachel Szor, và Yuval Abraham. | [ 14 ] |
| 2025 | No Other Land | Lễ trao giải Oscar lần thứ 97                    | Phim tài liệu xuất sắc nhất            | Đoạt giải | Chia sẻ với Basel Adra, Rachel Szor, và Yuval Abraham. | [ 14 ] |
| 2025 | No Other Land | Giải thưởng điện ảnh Viện Hàn lâm Anh lần thứ 78 | Phim tài liệu xuất sắc nhất            | Đoạt giải | Chia sẻ với Basel Adra, Rachel Szor, và Yuval Abraham. | [ 14 ] |

## Tấn công
| Yuval Abraham יובל אברהם | Twitter |
| @yuval_abraham           |         |

A group of settlers just lynched Hamdan Ballal, co director of our film no other land. They beat him and he has injuries in his head and stomach, bleeding. Soldiers invaded the ambulance he called, and took him. No sign of him since.
24 tháng 3 năm 2025
Vào ngày 24 tháng 3 năm 2025, những người định cư Israel đã tấn công nhà của Ballal ở làng Susiya, thuộc Bờ Tây, và đánh đập anh dã man. Khoảng từ mười đến hai mươi người định cư bịt mặt, mang theo gậy gộc và đá, đã tấn công Ballal cùng các nhà hoạt động khác từ Trung tâm Bất bạo động Do Thái. Basel Adra, đồng đạo diễn của Ballal trong bộ phim "No Other Land", đã chứng kiến hậu quả kinh hoàng của vụ tấn công. Anh cho biết, một số kẻ tấn công mang theo súng và mặc "đồng phục Israel". Những kẻ tấn công đã đập phá cửa sổ và rạch nát lốp xe của Ballal và những nhà hoạt động khác. Vụ tấn công khiến đầu Ballal bị thương nặng, máu chảy nhiều. Anh được sơ cứu trong xe cứu thương, nhưng sau đó binh lính IDF đã can thiệp, kéo anh ra khỏi xe, bịt mắt và bắt giữ anh.
Lực lượng Phòng vệ Israel (IDF) ra thông cáo về các vụ bắt giữ. Họ cáo buộc rằng những kẻ khủng bố ném đá vào lực lượng an ninh. Do đó họ bắt ba người Palestine bị nghi ngờ ném đá vào lực lượng. Họ cũng bắt một dân thường Israel tham gia vào cuộc đối đầu bạo lực.
Vào ngày xảy ra vụ tấn công Yuval Abraham đồng đạo diễn người Israel của Ballal viết trên X rằng từ sau vụ tấn công và việc IDF giam giữ Ballal không ai thấy anh đâu. Trước đó vào tháng 2 năm 2025 những người định cư Israel cũng từng đánh đập Basel Adra.